# Monumento aos mártires da aviação (Turquia)
O Monumento aos mártires da aviação (em turco: Hava Şehitleri Anıtı ou dantes Tayyare Şehitleri Abidesi) é um monumento no distrito de Fatih, em Istambul, Turquia, dedicado aos primeiros soldados da Força Aérea Otomana que morreram em acidentes de voo. Na Turquia, o uso do termo «mártir» é honorífico para as pessoas que morrem em acção durante a guerra. O monumento foi encomendado justamente após o acidente consecutivo de dois monoplanos na Palestiniana, que vitimaram três dos quatro aviadores militares que viajavam num voo de expedição de Istambul a Alexandria, em princípios de 1914. O monumento, em forma de coluna, inaugurou-se em 1916. Uma cerimónia comemorativa militar leva-se a cabo em frente ao monumento todos os anos no «Dia dos Mártires».

## História
Após as Guerras dos Balcãs, o governo do Império Otomano lançou uma prestigiosa expedição através das posses do império. Um voo múltiplo de quatro monoplanos da força aérea, de Istambul até ao Cairo e Alexandria no Egipto, cobriria uma distância de quase 2,500 km (1,600 milhas). Os aviões saíram de Istambul, da Escola de Aviação em Hagios Stefanos (Yeşilköy moderno), a 8 de fevereiro, tripulados por dois aviadores cada um.
O primeiro avião da equipa, um Blériot XI, acidentou-se no dia 27 de fevereiro, na etapa de voo de Damasco a Jerusalém nos Altos do Golã, perto do Mar de Galileia, matando o Tenente da marinha de guerra (turco otomano: Bahriye Yüzbaşısı) Fethi Bey e o seu navegante, Primeiro-Tenente de artilharia (turco otomano: Topçu Mülazım-ı Ula) Sadık Bey. O avião da segunda equipa, um Deperdussin B, acidentou-se no dia 11 de março no mar Mediterrâneo em frente a Jafa pouco depois da descolagem. O Segundo-Tenente de artilharia (turco otomano: Topçu Mülazım-ı Saniye) Nuri Bey morreu enquanto o outro aviador, İsmail Hahkı Bey, sobreviveu ao acidente. As três vítimas foram enterradas em Damasco. Mais tarde, ergueu-se um monumento no lugar do acidente, perto do Mar de Galileia.

## Desenho e construção
O governo decidiu construir um monumento na capital do império para comemorar os primeiros mártires da aviação militar otomana. O lugar eleito para o memorial foi um parque no distrito Fatih de Istambul, em frente à prefeitura da cidade (actualmente o edifício principal do Departamento de Bombeiros de Istambul), não muito longe do Aqueduto de Valente.

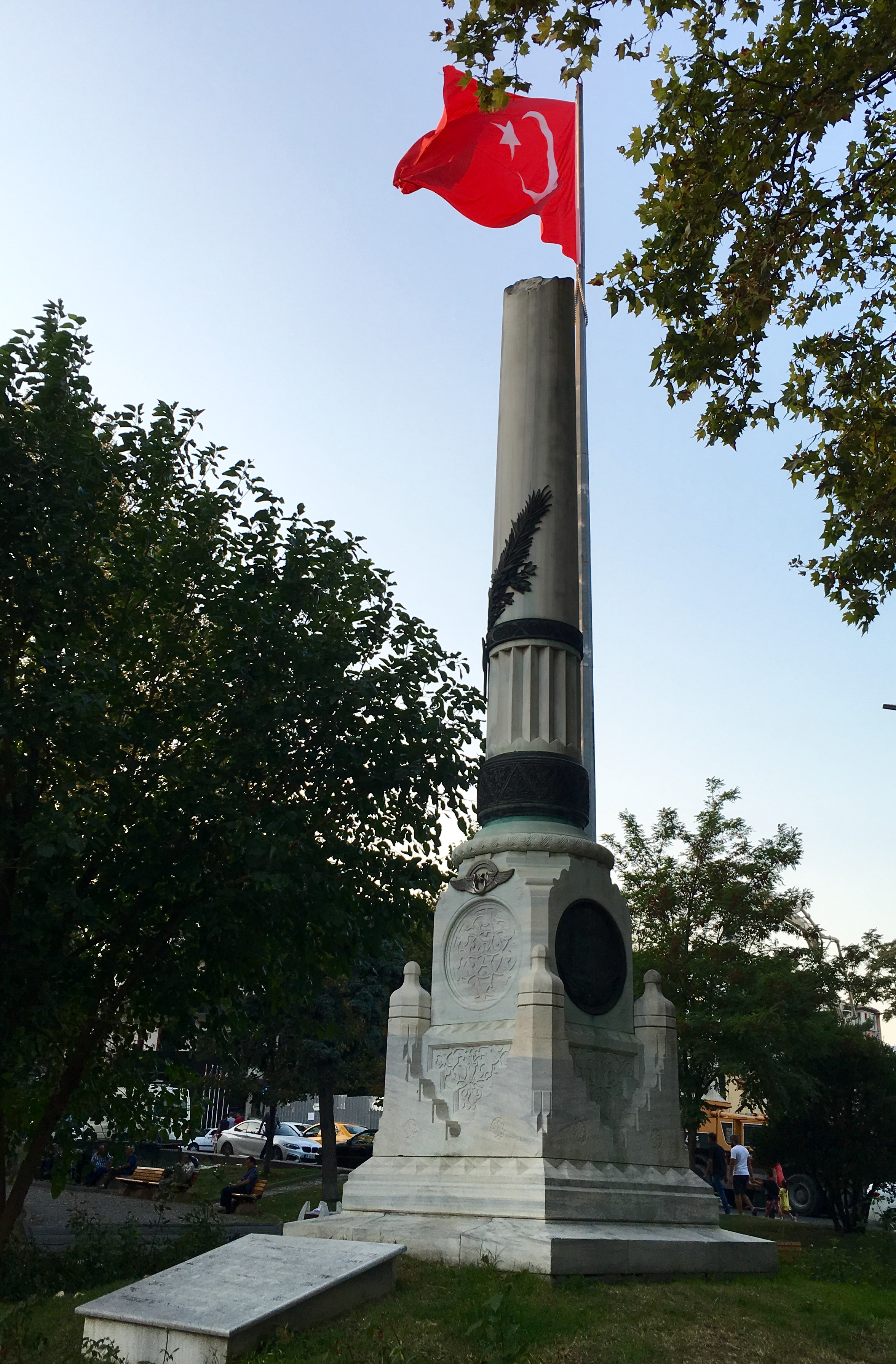
Fotografia actual do monumento em 2016.

A primeira pedra do monumento foi colocada a 2 de abril de 1914 pelo Ministro de Guerra Enver Bajá. A sua construção durou dois anos e inaugurou-se em 1916. Desenhado pelo renomeado arquitecto turco Vedat Tek, o monumento é cónico com uma coluna que apresenta uma coberta rompida de mármore branco. A parte superior rompida simboliza o estado incompleto da missão de voo. Um ramo de louro feito de bronze fixa-se na metade inferior da coluna. O monumento tem uns 7,50 m (24,6 pés) de altura. Um grande medalhão de bronze fixa-se em cada um dos dois lados opostos da base de mármore na que se apoia a coluna. Num medalhão estão inscritos os nomes e as faixas das vítimas oficiais. No outro representa-se um monoplano, a Torre de Bejazeto e a paisagem de Istambul é a forma de um relevo.
A primeira comemoração no monumento celebrou-se no dia de sua inauguração em 1916. No entanto, até 1926 não se realizou nenhuma outra celebração. Depois da fundação da Associação Aeronáutica Turca (em turco: Türk Tayyare Cemiyeti) a 16 de fevereiro de 1925, por Mustafa Kemal Atatürk, a 27 de janeiro aceitou-se como dia de comemoração para os mártires da aviação em honra do piloto (Binbaşı) Mehmet Faceıl Bey e do suboficial (Deniz Astsubay) Mehmet Emin Bey, quem faleceram a 27 de janeiro de 1923 durante um voo de treino. Como parte da comemoração, todos os voos no espaço aéreo de Turquia deviam cessar durante uma hora ao meio dia desse dia de comemoração. As celebrações para a lembrança do 27 de janeiro duraram até 1935. Como janeiro é um dos meses mais frios em Turquia, as comemorações dificilmente poderiam se celebrar; desde 1935, o dia de comemoração foi reprogramado para o dia 15 de maio, no dia em que o Coronel (Miralay) Fethi Bey, o jornalista Hasan Tahsin e outras nove pessoas morreram em 1919 durante a ocupação de Esmirna pelas forças gregas.
Em 2002, o dia de comemoração dos mártires de aviação fundiu-se com o Dia dos Mártires mais geral, mudando finalmente a sua data para o dia 18 de março, que marca a batalha de 19 de março de 1915 na Campanha Dardanelles. Desde então, os mártires da aviação comemoram-se junto com todas as demais vítimas que perderam a vida ao serviço da nação.